# TR-Iロケット
TR-Iロケット（ティーアールワン）は、宇宙開発事業団（NASDA、現・宇宙航空研究開発機構）がH-IIロケットの開発のために開発・運用した単段式の固体燃料ロケットである。検討時の名称はTR-1100。

## 概要
1985年から開発が推進された機体である。固体ロケット案と液体ロケット案が検討された後、1986年に固体ロケット案が選定された。1987年末に最終仕様が決定され、1988年9月8日に1号機が飛翔している。
H-IIロケット開発に必要なSRB分離機構や空力加熱、音響・振動等のデータを取得するための1/4スケールモデルであり、他に低コストで手軽に打ち上げられるロケット構成機器の開発や適切な信頼度を持つロケットシステム技術を修得する目的も併せ持っていた。宇宙科学研究所のミューロケットで実績のある小型固体燃料ロケットによるロール制御装置（SMRC）が尾翼に搭載されているものの、ピッチ及びヨー方向の制御能力は持っていない。これはテレメータ装置の電波リンク確保のための設計である。また、より詳細なデータの取得のために片側ダミーSRB上部にパラシュートを用いた回収装置が搭載されている。
TR-Iロケットに、機器の回収を容易にするため動翼を用いた姿勢制御機能を付加し、実験機器を格納できるペイロードを設け、発展させた機体がTR-IAロケットである。さらにその発展型として小型HOPE実験及び小型人工衛星打ち上げ用のTR-Xロケットが計画されていた。また、H-IIロケット3号機の固体補助ロケットSSBはTR-Iロケットのコアモータとほぼ同一のものである。
製造は日産自動車宇宙航空事業部（現・IHIエアロスペース）が担当した。

## 諸元

### 寸法
- 全長：14.3m
- 直径：1.1m
- 全備重量：11.9t

### 構成
単段式の固体燃料ロケット。2つのダミーSRBが付属。
ダミーSRB
- 全長：7.3m
- 直径：0.5m
- 重量：0.5t（1本）

回収機器部
- パラシュート
- VHFテレメータ装置
- データレコーダ

コアロケットモーター
- モーターケース材：NT-150鋼
- 推進薬：HTPB系固体燃料 BP-201J（H-II SRBと同種）
- グレイン形状：8光芒
- 重量：8.7t
- 推進薬重量：7.0t
- 初期推力：62t （海面上）
- 真空中比推力：271s
- 燃焼時間：51s

フェアリング
- 材料：アルミハニカム

搭載機器
- 慣性センサパッケージ
- 電子制御装置
- SHF/UHFテレメータ装置
- レーダトランスポンダ
- 電力シーケンス分配器
- 電池

## 飛翔実績
種子島宇宙センター竹崎射場より打ち上げ
| 号番  | 飛翔日時 (JST)     | 飛翔日時 (JST) | 飛翔日時 (JST) | ミッション                                                                                     | 備考                                                  |
| ----- | ------------------ | -------------- | -------------- | ---------------------------------------------------------------------------------------------- | ----------------------------------------------------- |
| 1号機 | 1988年（昭和63年） | 9月8日         | 8:00           | 空力加熱,空力加重,音響,全機抵抗係数,プルーム輻射,空力干渉の計測。SRB分離機構の動作確認。       | 回収訓練実施。                                        |
| 2号機 | 1989年（平成元年） | 1月21日        | 8:00           | 空力加熱,空力加重,音響・振動,全機抵抗係数,プルーム輻射,空力干渉の計測。SRB分離機構の動作確認。 | データレコーダ回収。 微小重力制振材料の機能確認試験。 |
| 3号機 | 1989年（平成元年） | 8月20日        | 8:00           | 空力加熱,空力加重,音響・振動,全機抵抗係数,プルーム輻射,空力干渉の計測。SRB分離機構の動作確認。 | データレコーダ回収。                                  |